# Municipio de Deer Creek (Minnesota)
El municipio de Deer Creek (en inglés: Deer Creek Township) es un municipio ubicado en el condado de Otter Tail en el estado estadounidense de Minnesota. En el año 2010 tenía una población de 344 habitantes y una densidad poblacional de 4,09 personas por km².

## Geografía
El municipio de Deer Creek se encuentra ubicado en las coordenadas 46°25′8″N 95°20′12″O / 46.41889, -95.33667. Según la Oficina del Censo de los Estados Unidos, el municipio tiene una superficie total de 84.12 km², de la cual 83,35 km² corresponden a tierra firme y (0,91 %) 0,77 km² es agua.

## Demografía
Según el censo de 2010, había 344 personas residiendo en el municipio de Deer Creek. La densidad de población era de 4,09 hab./km². De los 344 habitantes, el municipio de Deer Creek estaba compuesto por el 98,26 % blancos, el 0,29 % eran afroamericanos, el 0,29 % eran asiáticos y el 1,16 % eran de una mezcla de razas. Del total de la población el 0 % eran hispanos o latinos de cualquier raza.